# Stenorrhina degenhardtii
Stenorrhina degenhardtii là một loài rắn trong họ Rắn nước. Loài này được Berthold mô tả khoa học đầu tiên năm 1846.